# George Castiglia
George Castiglia (Roma, 28 settembre 1981) è un attore e doppiatore italiano.

## Filmografia
- Uomo contro uomo, regia di Sergio Sollima - miniserie TV (1989)
- La chance, regia di Aldo Lado (1994)

## Doppiaggio

### Film
- Isiah Malone in Free Willy - Un amico da salvare
- Matthew Lawrence in Mrs. Doubtfire - Mammo per sempre
- Ross Malinger in Insonnia d'amore
- Kellen Hathaway in Dennis la minaccia
- Ben Reynolds in Non per sport... ma per amore
- Gabriel Kakon in Highlander 3
- Wade J. Robson in Kazaam - Il gigante del rap
- Alex Zuckerman in Freaked - Sgorbi
- Johan Libéreau in I testimoni
- Rúaidhrí Conroy in Tir-na-nog - È vietato portare cavalli in città
- Santiago Rubén Etombayambo in Tu che faresti per amore?
- Joseph Mazzello in Jurassic Park
- Michael Conner Humphreys in Forrest Gump
- Tung-Chuen Cheng in Dragon Ball - Il film
- Sam Huntington in Da giungla a giungla
- Ryan Metcalf in Damsels in Distress - Ragazze allo sbando
- Ludwig Briand in Un indiano in città
- Charlie Hofheimer in Boys
- Alex Wiesendanger in Piccolo Buddha
- Jesse Cameron-Glickenhaus in Time Master

### Film d'animazione
- Il re leone - Simba da giovane
- La Freccia Azzurra - Aristide
- The Seven Deadly Sins: Cursed by Light e The Seven Deadly Sins: Grudge of Edinburgh - King
- Film di Dragon Ball - Crilin (doppiaggi Dynamic)
- Mobile Suit Gundam F91 - Arthur Jung
- Il mio vicino Totoro - Kanta
- Black Clover: La spada dell'imperatore magico - Yuno Grinberryall
- In viaggio con Pippo - Max (parte cantata)
- La leggenda del Vento del Nord e Il ritorno del Vento del Nord - Watuna

### Serie televisive
- Tim Patrick Chan in Grani di pepe
- Rider Strong in Crescere, che fatica!
- Eric Lively in Stan Hooper
- Trent Dalzell in Blue Water High
- Keith Warwick in Papà e mamma sono alieni
- Christopher Ralph in Animorphs
- Jean-Luc Joseph in Summer Dreams
- Cameron Frittz in My Life as Liz
- Luis Ceballos in La CQ - Una scuola fuori dalla media
- Tomàs Pintor in Nessuno mi capisce
- Tristan Mack Wilds in The Wire
- Efren Ramirez in Walkout - Studenti in rivolta

### Soap opera e telenovelas
- Christoph Kornschober in La strada per la felicità
- Gabriel Gallichio in Sueña conmigo
- Carlos Arrechea in Grachi
- Alan Soria in Teen Angels
- Josè Eduardo Derbez in Miss XV - MAPS

### Cartoni animati
- Pupert Pesky in Maggie
- Pud'N in Le tenebrose avventure di Billy e Mandy
- Streghetto in Krypto the Superdog
- Coso (1ª voce) e Speedy (2ª voce) in Teen Titans
- Lublu in I Lunnis
- Antonio in Antonio e la banda dei giardinetti
- Hunter Steel in Spider Riders[1]
- Shobu Kirifuda in Duel Masters
- Perma in Lamù, la ragazza dello spazio (3ª parte epis.)
- Yosuke in I"s
- Caleb Stonewall (2^voce) in Inazuma Eleven
- Renton Thurston in Eureka Seven
- Eric/Pterodix in Dinofroz e Dinofroz Dragon's Revenge
- Topher in A tutto reality - L'isola di Pahkitew
- Tai in Teen Days
- King in The Seven Deadly Sins - Nanatsu no taizai
- Marcel Galliard in L'attacco dei giganti
- Tai Kamiya, Raj, Heffer in Focus Junior